# Soná (huyện)
Huyện Soná là một huyện (distrito) thuộc tỉnh Veraguas ở Panama. Theo điều tra dân số năm 2000, huyện này có dân số 27372 người. Huyện Soná có diện tích 1531 km². Huyện lỵ đóng tại Soná.